# Campagne tegen Wapenhandel
De Stichting Campagne tegen Wapenhandel, tegenwoordig genaamd Stop Wapenhandel, is een onafhankelijke organisatie die zich richt tegen  internationale wapenhandel en wapenproductie en met name het Nederlandse aandeel daarin.
Stop Wapenhandel doet onderzoek naar Nederlandse en Europese wapenexport en wapenproductie. Elk jaar wordt een kritische analyse van de Nederlandse wapenexportbeleid gepubliceerd. Ook onderzoekt Stop Wapenhandel de lobby van de wapenindustrie en de militarisering van Europese grenzen.  
Stop Wapenhandel pleit voor strenge controle op wapenexport en een einde aan export naar mensenrechtenschenders, conflictregio's en arme landen. Overheid, banken en financiele instellingen moeten wapenhandel en wapenindustrie niet financieren. Er zijn andere mogelijkheden om conflicten aan te pakken: onderhandelingen, ontwapeningsverdragen, economische ontwikkeling en preventie van klimaatverandering. De landen van de Europese Unie, de tweede grote wapenexporteur ter wereld, hebben hierin een grote verantwoordelijkheid. 
De Campagne tegen Wapenhandel/Stop Wapenhandel is voortgekomen uit het Anti-Militaristies OnderzoeksKollektief (AMOK) en is een van de leidende organisaties binnen het European Network Against Arms Trade (ENAAT).

## Natuur en klimaat
Stop Wapenhandel wijst op de schade die door militaire activiteiten aan de natuur en het milieu wordt aangebracht, het natuurlijke ecosysteem, biotopen van planten, dieren en micro-organismen. Dit ecosysteem wordt door de wapenindustrie, krijgsmachten en de daarmee samenhangende politiek gebruikt als oefenterrein voor militaire doeleinden en verstoord of vernietigd door oorlogen.
Oorlogen leveren niet alleen directe natuurschade op, maar zijn bovendien slecht voor het klimaat. Grote internationale klimaatorganisaties, zoals het Climate Justice Action netwerk voor klimaatrechtvaardigheid en het Climate Action Network, beschouwen oorlog en oorlogsvoorbereiding inmiddels als onderdeel van de klimaatcrisis.
In 1970 tekenden kernwapenstaten als Verenigde Staten, Rusland, China, Frankrijk en Groot-Brittannië het Non-Proliferatieverdrag, bedoeld om het bezit van kernwapens te beperken. Oude kernwapens worden echter vervangen door meer nieuwe, zoals op de Nederlandse luchtmachtbasis Volkel.